# Reggenza di Buru Meridionale
La reggenza di Buru Meridionale (in indonesiano: Kabupaten Buru Selatan) è una reggenza dell'Indonesia, situata nella provincia di Maluku.
La reggenza corrisponde alla parte meridionale dell'isola di Buru.